# Paltodus
Genre
Paltodus est un genre éteint de conodontes de la famille des Drepanoistodontidae.

## Liste d'espèces
- †Paltodus bicostatus
- †Paltodus canaliculatus
- †Paltodus deltifer
- †Paltodus dyscritus
- †Paltodus obtusus
- †Paltodus rotundatus
- †Paltodus subaequalis
- †Paltodus truncatus
- †Paltodus unicostatus

noms en synonymie
- †Paltodus volchovensis Sergeeva, 1963 = †Triangulodus volchovensis (Sergeeva, 1963)

## Publication originale
(de) Christian Heinrich von Pander, Monographie des fossilen Fische des silurischen Systems des russisch-bamtischen Gouvernements, Buchdruckerei der Kaiserlichen Akademie der Wissenschaften, Saint-Pétersbourg, 1856, 91 pp. (Lire en ligne, Google books, Pages 1-112).